# Élections locales britanniques de 2022
Les élections locales britanniques de 2022 se déroulent le 5 mai 2022. Elles concernent le renouvellement de l'ensemble des conseils des boroughs de Londres et de la Cité de Londres, d'une partie des élus des districts métropolitains et non métropolitains, d'autorités unitaires et de plusieurs maires en Angleterre, ainsi que l'ensemble des conseils locaux d'Écosse et du Pays de Galles. Elles sont organisées en même temps que les élections législatives nord-irlandaises.

## Résultats
Le parti conservateur perd 485 conseillers, tandis que le parti travailliste en gagne 108.